# 1792 en Lorraine
Chronologie de la Lorraine
- 1788
- 1789
- 1790
- 1791
- 1792
- 1793
- 1794
- 1795
- 1796

Cette page est une liste d'événements qui se sont produits durant l'année 1792 en Lorraine.

## Événements

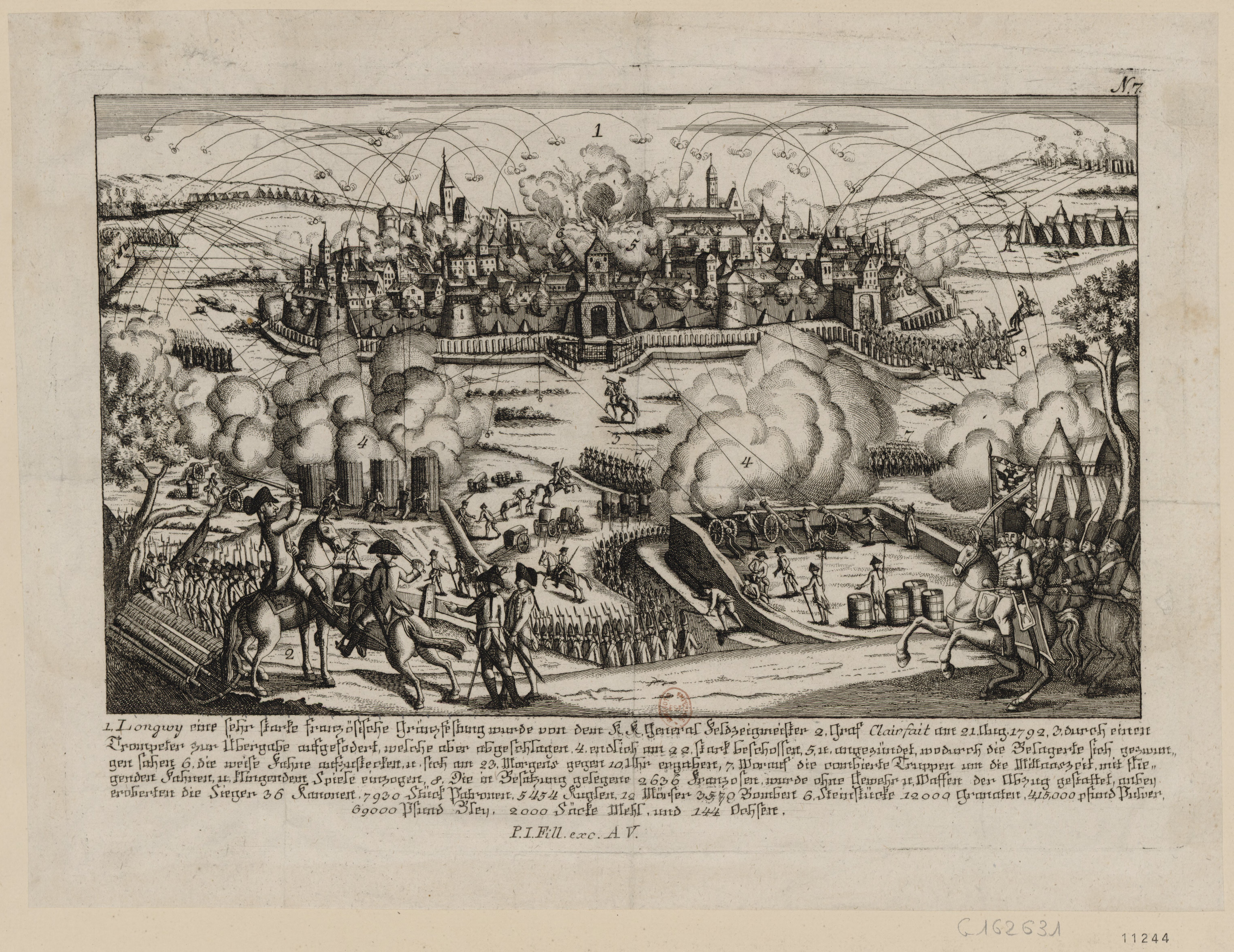
Estampe du siège de Longwy en 1792, Bibliothèque nationale de France.

- Les gardes nationaux de la Meuse et de la Moselle sont requis pour défendre les défilés de l'Argonne.
- Les Pères Prémontrés sont expulsés.
- En pleine tourmente révolutionnaire, les habitants de Grand furent autorisés exceptionnellement par le directoire de la Meurthe à rentrer en possession de la châsse contenant les reliques de sainte Libaire, à condition que la translation se fasse «sans aucune cérémonie».
- La Guillotine est mise en place sur la place de l'égalité à Metz (actuelle place de la comédie)[1].

### Avril

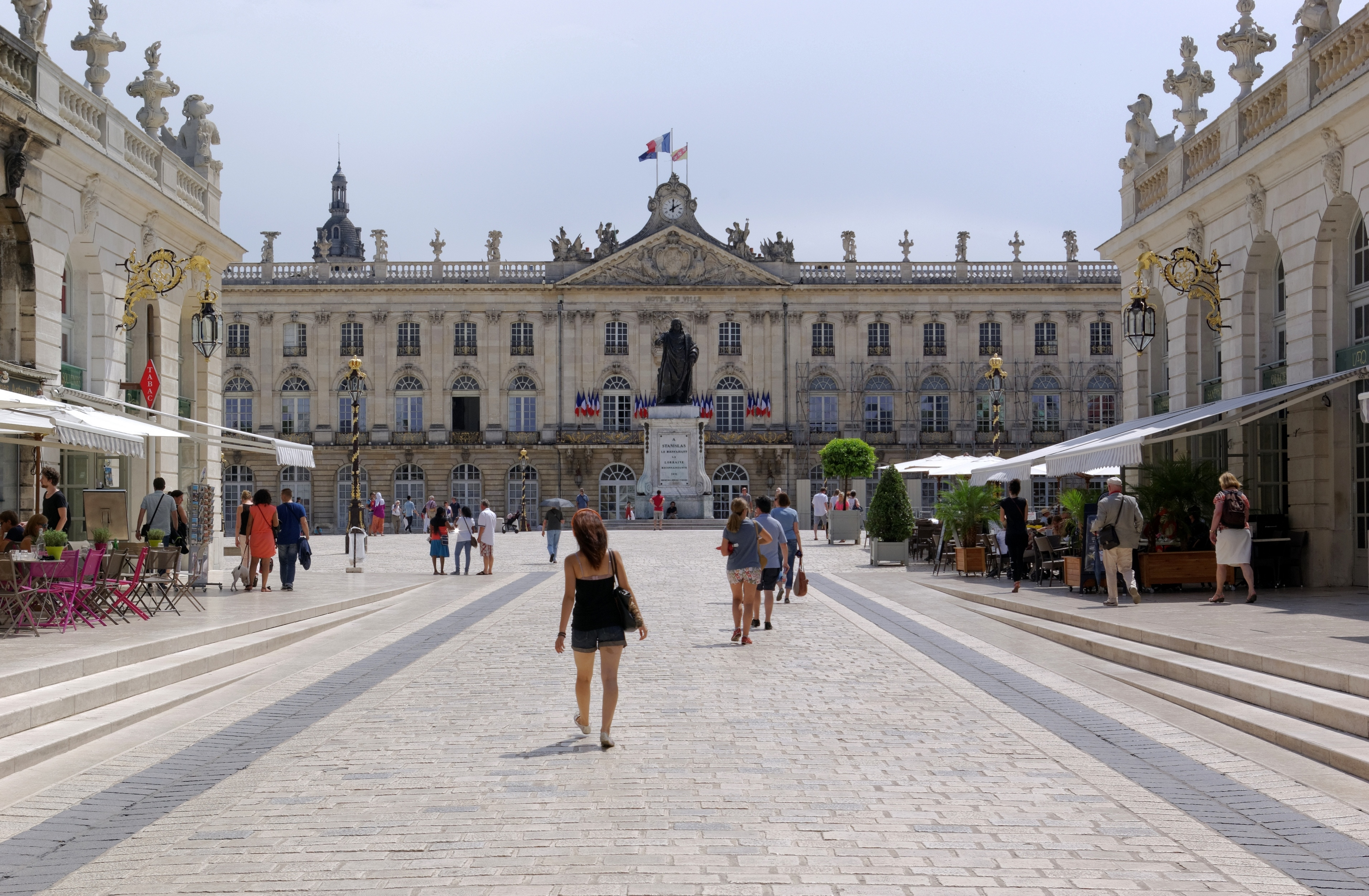
Place Stanislas à Nancy, ancienne place royale, en 2015.

- 20 avril : la France déclare la guerre à l'Autriche et à la Prusse[2].
- La Lorraine est envahie par la Première Coalition, qui assiège Longwy puis Verdun. Ces places se rendent aux prussiens ouvrant la route de Paris malgré la résistance de Montmédy et Thionville[3].
- Des quatre départements Lorrains (sur quatre-vingts pour tout le pays) sont issus autant de colonels, de généraux, de maréchaux, que de tout le reste du pays[4].
- 26 avril : la Place Royale de Nancy est renommée place du Peuple.

### Mai
- 15 mai : à Metz, l'abbé de Ficquelmont est massacré par la foule pour avoir poussé un officier à émigrer.

### Août
- 23 août : Longwy est prise par le duc de Brunswick, ou plutôt se rend sous la pression de la population qui craint un bombardement[5]. Après la bataille de Valmy, la ville est évacuée par l’armée prussienne en bon ordre le 22 octobre[6].
- 3 août au 2 septembre : siège de Verdun qui s'achève par la capitulation de la ville obtenue par les prussiens dirigés par Brünswick[7].

### Septembre

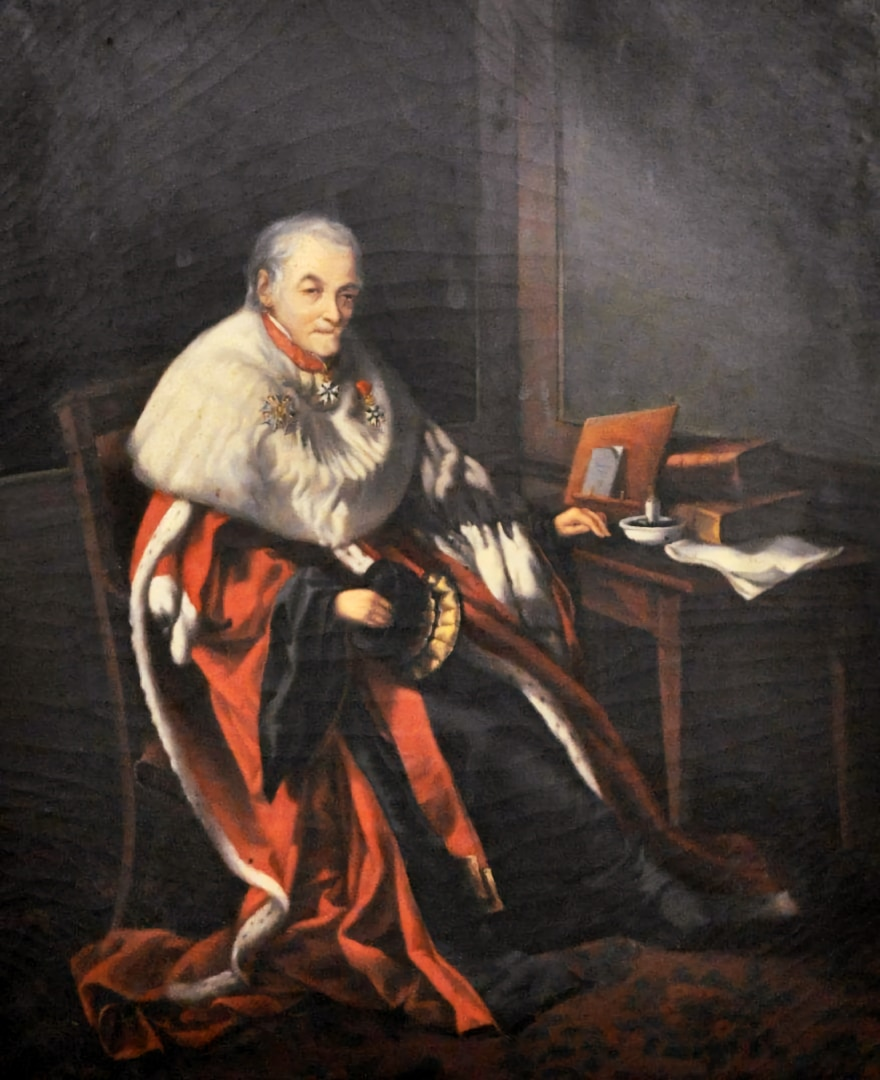
Joseph Zangiacomi (1766-1846).

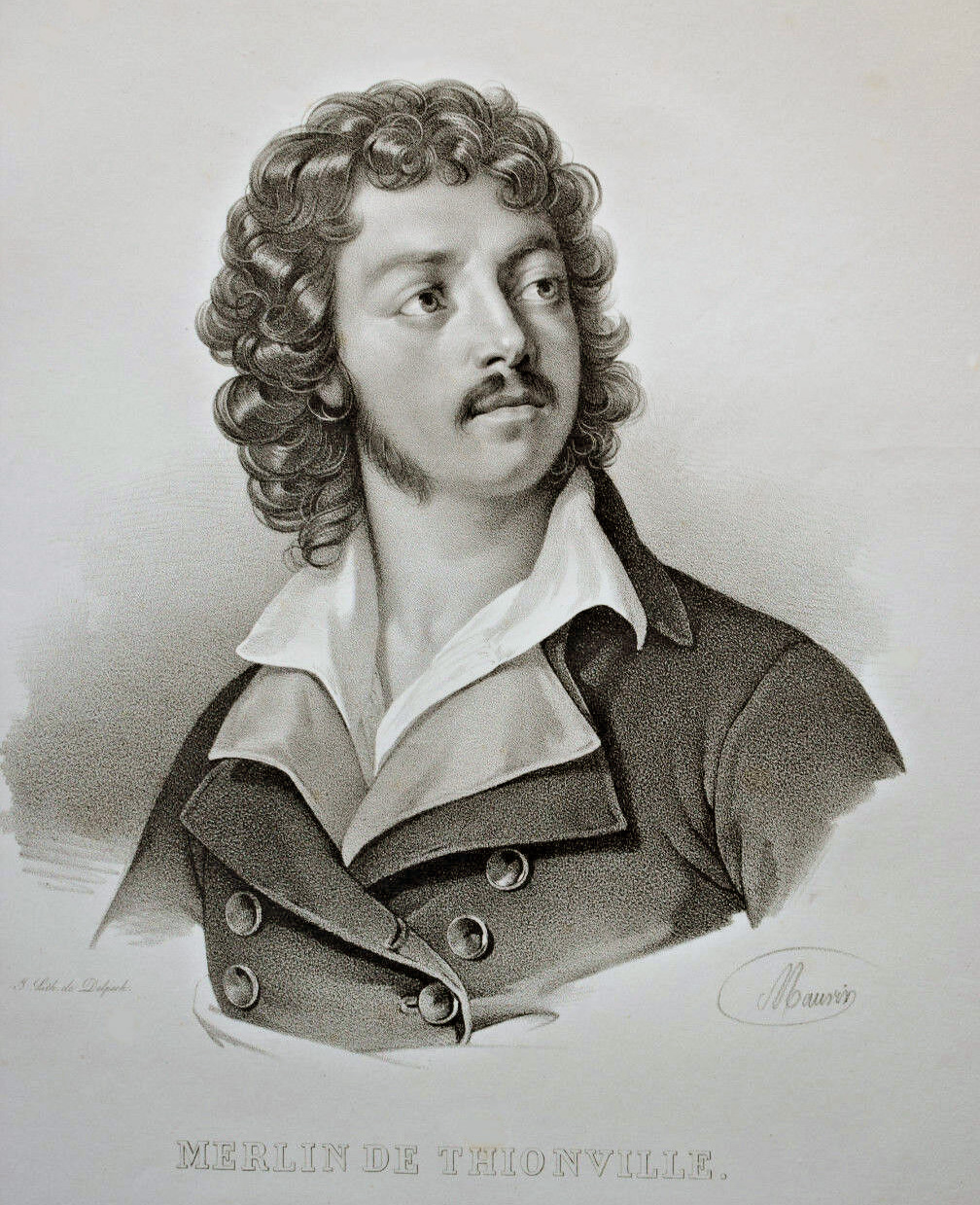
Antoine Merlin de Thionville.

- 3 septembre : les armées coalisées entrent à Saint-Mihiel. Certains émigrés exaltés veulent arrêter Jean-Baptiste Sauce. Celui-ci étant en mision à Gondrecourt-le-Château, ils s'en prennent à sa femme qui, pour échapper à ses poursuivants, se jette dans un puit. Elle mourra de ses blessures.
- 5 septembre : sont élus députés de la Meurthe : Luc-François Lalande. Il fait partie des modérés : le 15 janvier 1793, il refuse de se prononcer sur la culpabilité de Louis XVI, vote l'appel au peuple, le 16 il demande la réclusion, puis le bannissement, le 19 le sursis; Pierre Michel était juge au tribunal de Château-Salins, lorsqu'il fut élu, le 5 septembre 1792[8]; Étienne Mollevaut, siège sur les bancs Girondins; Jean-Baptiste Salle, député aux États généraux de 1789, à l'Assemblée constituante et à la Convention nationale, proscrit et condamné à mort comme Girondin; Joseph Zangiacomi, élu par 248 voix sur 490 votants. Il siège dans cette assemblée avec les modérés; Pierre Colombel; François René Mallarmé; Antoine Louis Levasseur; Germain Bonneval et Dominique Jacob.
- Sont élus députés de la Meuse à la convention : Claude Hubert Bazoche; Philippe-Laurent Pons de Verdun; Charles Nicolas Tocquot; Jean-Baptiste Harmand; Sébastien Humbert; Claude Jean Roussel; Jean-Joseph Marquis; Claude Xavier Garnier-Anthoine et Jean Moreau
- Sont élus députés de la Moselle à la convention : Jean-Étienne Bar. Il siège à la Montagne et vote la mort de Louis XVI; Joseph Becker, siégeant parmi les modérés, il dit dans le procès de Louis XVI, au 3e appel nominal : « Ni les menaces dont cette tribune a retenti, ni cette crainte puérile dont on a cherché à nous environner, ne me feront trahir mon sentiment. Je vote pour la réclusion. »; Nicolas Hentz[9] est un révolutionnaire français. Il fut député de la Moselle jusqu'en 1795[10]; Didier Thirion, Antoine-Hubert Wandelaincourt, Antoine Merlin de Thionville, François Nicolas Anthoine, Henri Karcher, Jean-Pierre Couturier et Nicolas François Blaux.
- Sont élus députés des Vosges à la convention : Charles-André Balland est élu suppléant de François de Neufchâteau à la Convention nationale avec 185 voix sur 387. François de Neufchâteau refuse de siéger en invoquant des problèmes de santé et c'est Balland qui monte siéger à Paris; Joseph Clément Poullain de Grandprey, procureur général syndic du département; Nicolas-Louis François de Neufchâteau ancien député à la Législative. Refuse le mandat de député le 10 septembre 1792 ; est remplacé par Balland; Joseph Hugo, administrateur du département. Est déclaré déchu pour cause de maladie, le 9 vendémiaire an II (30 septembre 1793) ; est remplacé le 22 vendémiaire an II (13 octobre 1793), par Cherrier; Jean-Baptiste Perrin des Vosges, président du département; Jean-Baptiste Noël procureur syndic de Remiremont. Est condamné à mort le 18 frimaire an II (8 décembre 1793); Joseph Julien Souhait; maire de Saint-Dié; Jean-Baptiste-Marie-François Bresson, administrateur du district de Darney, ancien député suppléant à la Législative, est exclu après le 31 mai 1793 ; est rappelé le 18 frimaire an III (8 décembre 1794) et François Couhey, juge au tribunal de Neufchâteau.

### Automne
- La Lorraine est libérée à la suite de la retraite de l'armée d'invasion arrêtée à Valmy quelques mois plus tôt. Les partisans de l'ancien régime qui ont favorisé l'avance des troupes austro-prussiennes subissent des représailles[3].

### Novembre
- 12 novembre : des fédérés marseillais vandalisent des monuments à Nancy où la population entend pour la première fois leur chant révolutionnaire : La Marseillaise[3].

### Presse écrite
- Le Journal des frontières - pour l'instruction des habitans des villes et des campagnes est un Bihebdomadaire qui paraîtra 23 fois entre juin et août à Nancy[11]. Il sera suivi sous le titre Journal des frontières jusqu'en 1793[12].

## Naissances

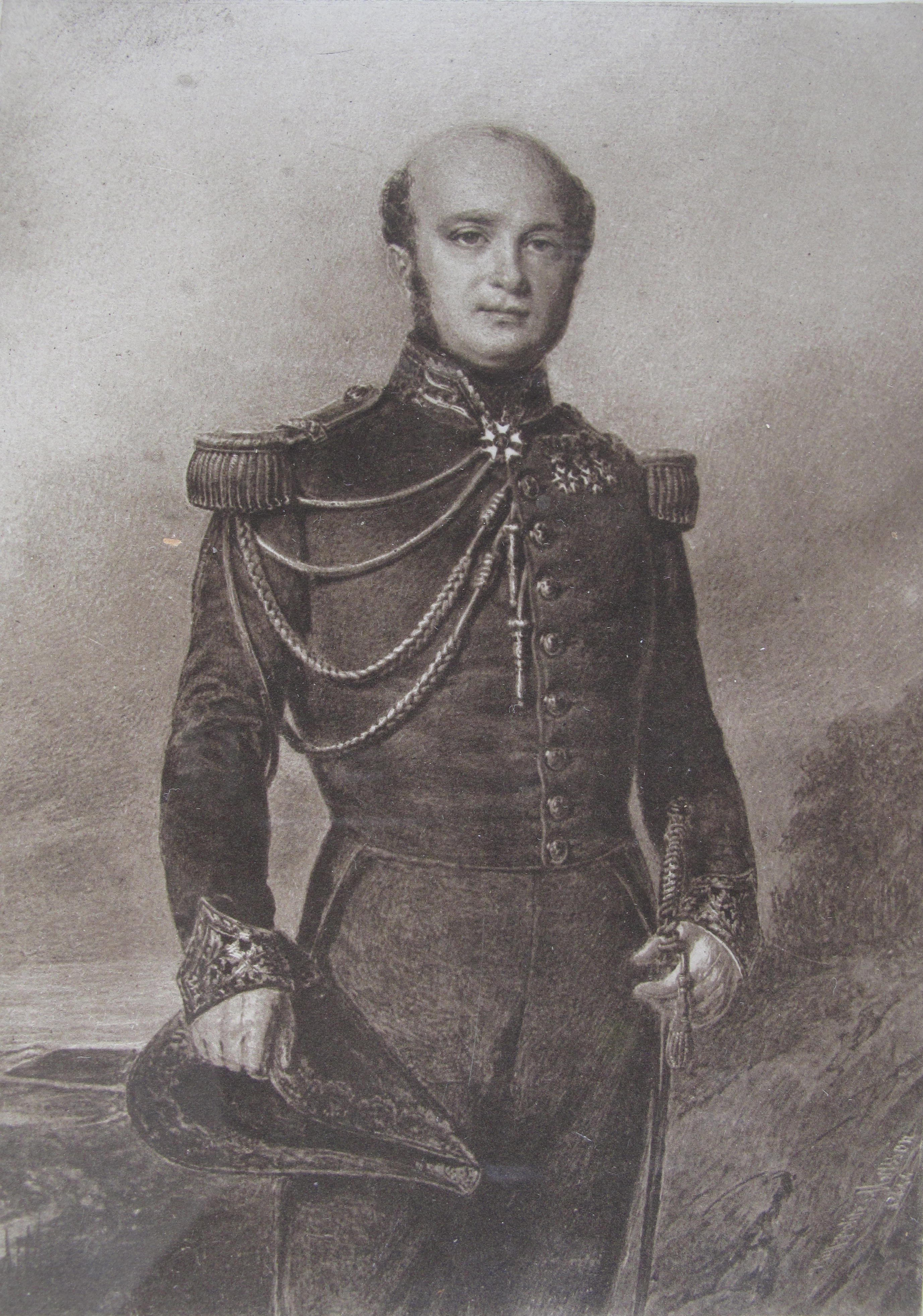
Max-Théodore Cerfberr.

- Jacques Jean Louis Pierron est un homme politique français né à Villers-la-Montagne (Meurthe-et-Moselle) et décédé le 7 mai 1794 à Paris.
- à Nancy : Marchand Ennery (décédé le 21 août 1852 à Paris), grand-rabbin de France de 1846 à sa mort. Auteur de deux dictionnaires toujours utilisés aujourd'hui, il est aussi le premier rabbin à avoir prononcé à la synagogue ses sermons en français et non plus en yiddish[13].
- 6 février à Saint-Mihiel : Jean-Baptiste François, mort le 16 septembre 1838 à Châlons-sur-Marne[14], pharmacien français du XIXe siècle à Châlons-en-Champagne, surtout connu pour ses inventions de « réduction François »[15].
- 3 mars à Metz : François Verronnais (1792-1879), auteur et imprimeur français[16]. Franc-maçon, auteur de plusieurs ouvrages sur la vie des Armées et la vie locale[16].
- 14 juillet à Vezin : Henri Gisquet, banquier, industriel, haut fonctionnaire et homme politique français, mort à Paris le 23 janvier 1866.
- 9 décembre à Nancy : Max-Théodore Cerfberr (Mort le 15 janvier 1876), militaire et homme politique français.

## Décès
- 11 juin : Jean-Baptiste Gouvion, né à Toul le 8 janvier 1747 et mort au combat, près de Maubeuge, général et député français de la Révolution française.